# مؤسسة التأمين الوطني (إسرائيل)
مؤسسة التأمين الوطني هي مؤسسة الضمان اجتماعي في إسرائيل، وأحد الأعمدة التي ترتكز عليها السياسة الاجتماعية في إسرائيل. انها تعمل بموجب قانون التأمين الوطني الذي تمت المصادقة عليه في الكنيست في تشرين الثاني عام 1953.تهدف مؤسسة التأمين الوطني إلى ضمان ركيزة اقتصادية معيشية للشرائح الضعيفة والعائلات التي علقت في ضائقة مؤقتة أو دائمة. حالياً يشمل قانون التأمين الوطني برامج لتأمين الشيخوخة، وأقارب من الدرجة الأولى ايتام وارامل، أمهات، أولاد، مصابو عمل، عجز كامل، تمريض، بطالة، إفلاس وحل الشركات.
بالضافة إلى المخصصات المالية، تقدم مؤسسة التأمين الوطني خدمات تأهيل مهني للمعاقين، للأرامل ومصابي الأعمال الإرهابية، خدمات تمريض واستشارة للمسنين.
مؤسسة التأمين الوطني مسؤولة أيضا عن تطبيق قوانين إضافية واتفاقيات في مجال الضمان الاجتماعي، ومن أهمها قانون ضمان الدخل الذي اعدّ لحماية كل عائلة في إسرائيل من فقدان الدخل وضمان مصادر العيش الأساسية للشرائح الضعيفة.
يساعد التأمين الوطني كذلك في تطوير خدمات اجتماعية في المجتمع للشرائح ذات الاحتياجات الخاصة، مثل المسنين، المعاقين، الشبيبة وأولاد في ضائقة.

## مخصصاتالضمان الاجتماعي
مؤسسة التأمين الوطني مسؤولة عن الضمان الاجتماعي لسكان دولة إسرائيل. إن دورها الأساسي ضمان سبل المعيشة لمن لا يستطيعون كسب معيشتهم بأنفسهم.
يدفع التأمين الوطني مخصصات للمستحقين وبالتالي يساعد شرائح اجتماعية واسعة، والمؤمّنين في أوقات الضائقة الشخصية مثل الإقالة من العمل، الإعاقة وإصابة العمل.
يتم من خلال دفعات المخصصات تحويل المدخولات من الطبقات الغنية اقتصادياً إلى الطبقات الضعيفة، فيساهم التأمين الوطني في توزيع أكثر عدلاً للدخل القومي وتقليل حجم الفقر في إسرائيل.
- المواثيق الدولية في مجال التأمين الاجتماعي

عقدت مؤسسة التأمين الوطني مواثيق دولية بهدف الحفاظ على الحقوق في التأمين الوطني لكل من انتقل من دولة إلى أخرى، وكذلك لمنع الدفع المضاعف لرسوم التأمين من إسرائيليين يمكثون خارج البلاد ويعملون هناك.
- تأمين الأقارب من الدرجة الأولى أرمل\ة وأيتام

هدف تأمين الأقارب من الدرجة الأولى ضمان مخصّصات للأقارب - أرمل/ة وأيتام – لمَن توفي مِن سكان إسرائيل وكان مؤمّنًا في تأمين الشيخوخة والأقارب فترة زمان ينص عليها القانون ودفع رسوم التأمين بموجب القانون.
- تأمين الأمومة

المهمة الرئيسية لتأمين الأمومة هي ضمان الظروف الأساسية للوالدة والمولود، وتعويض الوالدة العاملة عن فقدان الدخل بسبب الحمل والولادة.
- تأمين الأولاد

تدفع المخصصات لولد لم يبلغ الـ-18 من عمره بعدُ وهو يتواجد في إسرائيل. وفيما يتعلق بولد يمكث خارج البلاد - فتدفع المخصصات للأشهر الستة الأولى من مكوثه في الخارج. وفي حالة مكوثه خارج البلاد لمدة تزيد على 6 أشهر، فتدفع المخصصات في الحالات التالية: يُبعث أحد والديه إلى الخارج من قبل مشغل إسرائيلي أو يقضي الوالد/ة سنة استكمالية، أو يعمل عند مشغل إسرائيلي في الخارج، وكذلك في حالة مكوث عائلته في الخارج بسبب العلاج الطبي الذي يتلقاه أحد أفراد العائلة والذي لا يمكن تلقيه في البلاد.
إذا لم يكن الولد ولد المستحق، فستدفع المخصصات شريطة أن المستحق قد أعاله في الشهور الـ-12 الأخيرة على الأقل، مخصصات الاولاد (اسرائيل).
- تأمين البطالة

مخصصات البطالة معدة لضمان وسائل معيشة لشخص عاطل عن العمل بغير ارادته خلال فترة البطالة إلى ان يتمكن من استيعابه في العمل.
خلال فترة البطالة تتم العناية بك من قبل هيأتين:
خدمة العمل المعروفة بمصلحة الاستخدام ومؤسسة التأمين الوطني وهما هيئتان منفصلتان.
خدمة العمل – مصلحة التشغيل والاستخدام: معدة لمساعدتك في إيجاد عمل ملائم، ومنحك تصريح بطالة يتم تحويله اوتوماتيكياً إلى مؤسسة التأمين الوطني (ان لم يوجد لك عمل ملائم)
لذلك فإنه في كل ما يتعلق بالتسجيل لخدمة العمل، رفض عمل، توجيه لتأهيل مهني وغيره، توجّه إلى خدمة العمل فقط.
مؤسسة التأمين الوطني – تحدد استحقاقك لمخصصات بطالة.
بالنسبة لاستحقاقك لمخصصات بطالة، توجّه فقط إلى مؤسسة التأمين الوطني
وصف المرحلة التي يمر بها الشخص المؤمّن امام خدمة العمل ومؤسسة التأمين الوطني في كراس الشرح 
- تأمين الشيخوخة

يهدف تأمين الشيخوخة إلى ضمان الدخل الشهري الدائم مقيم في إسرائيل عند الشيخوخة. يستحقّ ذوو الدخل المنخفض قبض علاوة «تكملة الدخل», تأمين الشيخوخة (اسرائيل).
- تأمين العجز

في إطار تأمين العجز العام، تدفع مخصّصات شهرية لمن تقلصت قدرته على كسب الأجر من جراء عجزه. في إطار تأمين العجز، تدفع أيضًا مخصّصات ولد معاق ومخصّصات الخدمات الخاصّة لمعاقين بشكل خطير وتقدم أيضًا مساعدة على التوجيه المهني.
- تأمين مصابي الحوادث

بموجب قانون مصابي الحوادث تدفع مخصصات لمن أصيب بحادث قد طرأ في البيت، في العطلة وفي وقت الفراغ، وفقد قدرته على الأداء في أعقاب الحادث، وتدفع هذه المخصصات لفترة 90 يومًا على الأكثر من فقدان القدرة على القيام بالواجبات اليومية.
- تأمين مصابي العمل

هدف تأمين مصابي العمل هو تعويض المؤمن على فقدان الدخل من جراء الإصابة في العمل، ومساعدته على العودة إلى العمل من خلال التأهيل المهني.
- تعويضات لمصابي شلل الأطفال – بوليو

قانون التعويض لمصابي شلل الأطفال – بوليو - , والذي تمت المصادقة عليه عام 2007, مُعدّ لتعويض مصابي شلل الأطفال من مواطني دولة إسرائيل الذين أصيبوا بمرض شلل الأطفال (ابتداء من 14.5.1948). 
بناء على هذا القانون، فإن كل من يُعترف به كمصاب بوليو، وأصيب بإعاقة في أعقاب ذلك، يستحق تعويضاً لمرة واحدة وكذلك مخصصات شهرية أو منحة بدل المخصصات، وفقاً لنسبة الإعاقة (محدودية الحركة). لا تؤثر التعويضات والمخصصات لمصابي البوليو على المخصصات الأخرى التي يتلقاها مصابو البوليو.
- تعويض للمتضررين من نقل الدم (إيدز)

بموجب قانون تعويض المتضررين من نقل الدم (إيدز)، يستحق قبض التعويض من يحمل فيروس الإيدز نتيجة نقل الدم أو مشتقات الدم من خدمة طبية رسمية في الفترة من 31/12/1981 حتى 1/1/1987. ينطبق القانون على الزوج/ة والأولاد، إذا كانوا يحملون فيروس الإيدز من جراء الاتصال بالمريض.
تتخذ لجنة أخصائيين في وزارة الصحة القرار بشأن استحقاق التعويض. يتمّ الدفع بواسطة مؤسسة التأمين الوطني.
- تعويض لمصابي السعفة

بموجب قانون مصابي السعفة، من يوم 1 كانون الثاني - يناير 1995 يستحق قبض المخصصات من تضرر من جراء علاج إشعاعي ضد السعفة (أو أقاربهم من الدرجة الأولى) والتي أجرتها جهة معرفة في القانون في الفترة من 1/1/1946 حتى 31/12/1960 ويعتبر مصابًا من أصيب بأحد الأمراض التي ينصّ عليها القانون، مثل السرطان في منطقة الرأس والرقبة، سرطان الدم وغيرها من الأمراض.
يجب تقديم طلب قبض التعويض إلى دائرة الصحة في مكان الإقامة. وزارة الصحة هي التي تقرر استحقاق قبض التعويض وتبلغ مقدم الطلب إذا تمت الموافقة على طلبه أو رفض الطلب. يتمّ الدفع بواسطة مؤسسة التأمين الوطني.
- حقوق العمال في أعقاب حالة الإفلاس وحلّ الشركة

عامل أجير أعلن مشغّله إفلاسه أو تمّ حلّ الشركة التي عمل فيها، يستحق تقاضي أجره وتعويضات الفصل التي مدين مشغله بها من أجله.
- تكاليف الدفن

التامين الوطني يدفع تكاليف الدفن لكل شخص يتوفى في إسرائيل ويدفن بها، وعلى الرغم من كل ا مقيم في إسرائيل الذين لقوا حتفهم خارج البلاد 
التامين الوطني يدفع تكاليف الدفن بشكل مباشر لشركة قبورة ولأي جهة المخولة حسب الاصول لاشراك الدفن وتوقيع اتفاقية مع التامين الوطني في هذا الموضوع.
تهدف تكاليف الدفن لتغطية نفقات الجنازة والخدمات ذات صلة في مصاريف الدفن في يوم الدفن فقط.
- حقوق المتطوعين

للمتطوع الذي أصيب خلال ومن جراء عمل تطوعي، بما في ذلك الإصابة في طريقه إلى مكان التطوع ومنه، وكذلك للمعالين بالمتطوع الذي توفي من جراء إصابة حدثت له في هذه المناسبات، تدفع مخصصات كما تم ذكره في فصل «تأمين مصابي العمل»، وبموجب شروط الاستحقاق المذكورة هناك.
- خدمة استشارة للمسنّ

يقدم متطوّعون متقاعدون الاستشارة، التوجيه والدعم الفعلي للمسنينّ ولأفراد عائلاتهم في نطاق خدمة استشارة للمسنّ التابعة لمؤسسة التأمين الوطني. يقوم كذلك المتطوّعون بزيارات منظّمة في بيوت المسنّين الذين يلازمون بيوتهم وبحاجة إلى الدعم.
- مخصصات الخادمين في الخدمة العسكرية الاحتياطية

تدفع مؤسسة التأمين الوطني مخصصات الخدمة الاحتياطية لكل من استدعي إلى خدمة عسكرية احتياطية بموجب قانون الخدمة الأمنية، وكذلك من استدعي للتدريب بموجب قانون خدمة العمل في حالة الطوارئ (مِلَح – اقتصاد في حالة الطوارئ). بالإضافة إلى ذلك تقدم مؤسسة التأمين الوطني مخصصات للشبيبة العاملة حتى سن 18 عاماً الذين تغيبوا عن عملهم في أعقاب مشاركتهم في التعليم ما قبل الجيش.
ابتداء من 1.6.2004 ترسل مؤسسة التأمين الوطني بلاغاً لكل مؤمّن ومشغّل عن مبلغ المخصصات التي دفعت. 
- مخصّصات الخدمات الخاصّة للمعاقين

مخصّصات بنسبة 50% حتّى 150% من مخصّصات الفرد الكاملة (مبلغ مخصّصات الفرد الكاملة - 3,831 شيكل (ابتداءً من- 01.01.2014). 
تدفع المخصّصات لمن يعتمد على مساعدة الغير في القيام بأعماله اليومية (التنقل في البيت، ارتداء الملابس، الاغتسال، تناول الطعام، الحفاظ على النظافة الشخصية) أو يكون محتاجًا لرقابة لتفادي حالة الخطر على حياته أو على حياة من حوله.
تدفع علاوة للمخصّصات بقيمة 306 شيكل (ابتداءً من- 01.01.2014) -930 شيكل (ابتداءً من- 01.01.2014). حسب نسبة المخصّصات.
- مخصصات الولد المعاق

التأمين الوطني على دراية بعبء العلاج الباهظ الذي ينطوي عليه تربية الابن ذو الاحتياجات الخاصة مع ضعف شديد، ولذلك فأنه يشارك في الشؤون المالية للاسرة، لتسهيل نمو الطفل والسماح له قدر الإمكان أن يعيش حياة طبيعية مع الأسرة والمجتمع.
المخصصات للولد ذو الاحتياجات الخاصة تدفع منذ بلوغه 91 يوما وحتو بلوغه سن 18 عاما، وهذا يتوقف على ضعفه ووفقا لدرجة اعتماده على الاخرين .للاولاد الذين يعانون من ضعف السمع، وفقا للتعريف القانوني، والاطفال الذين يعانون من متلازمة داون تدفع المخصصات من يوم ولادتهم .
الطفل الذي يعاني من أكثر من ضعف الذي يخوله للحصول على مخصصات، تدفع له المخصصات وفقا للضعف الذي يخوله لمخصصات بمبلغ أكبر .الحق في الحصول على المخصصات ليست إلى الابد، ويتم النظر فيها من فترة لاخرى حتى سن 18 عاما، وفقا ل شروط واختبارات الأهلية المنصوص عليها في اللوائح، وفقا لعمر الطفل والأمراض التي يعاني منها .
- مخصّصات ضمان الدخل

التامين الوطني يعتني لكل شخص ولكل عائلة في إسرائيل، لا يمكن أن يتضمنوا لقمة العيش لأنفسهم وتدفع لهم ضمان الدخل
يتم دفع المخصص لأولئك الذين ليس لديهم دخل أو لديهم دخل منخفض، وهم يذهبون لمكتب العمل ولم يوجد لهم عمل، أو وجدت وظيفة منخفضة الأجر.
إعفاء من الذهاب إلى مكتب العمل غير قادرين على العمل، مثل السجين الذي يخدم المجتمع، إذا كان الطفل صغير هو سنتين من العمر، والمدمنين على المخدرات وأكثر.
المريض الذي يطالب بالتعويض عن العجز ولم يوافق على دعواه، يمكن تقديم طلب لدعم ضمان الدخل حتى يتم الموافقة على معاش العجز. في هذه الحالة يجب أن يلبي واحدة من أساس الاستحقاق للضمان (بما في ذلك التوجه إلى مكتب العمل).
يتم دفع ضمان الدخل للأولاد الذين تم التخلي عنهم أو للأطفال الأيتام من كلا الوالدين.
يتم دفع المخصص بدء من الشهر التي قدمت المطالبة إلى مؤسسة التأمين الوطني؛ لن يتم دفع أي أجر بأثر رجعي. ولذلك فمن المهم عدم المماطلة في تقديم المطالبة.
- مخصصات لولد قد تيتّم من جراء عمل عنيف ضمن العائلة

تدفع مؤسسة التأمين الوطني مخصصات لولد قد تيتّم وقد حدد النائب العام أن والد\والدة قتل/ت على أيدي الزوج في أعقاب اقتراف الجريمة.
- مخصصات محدودية التنقّل

مخّصصات محدودية التنقّل تمنح بموجب الاتّفاقية بين وزارة المالية ومؤسّسة التأمين الوطني لمن يعاني من عجز في الأرجل يقيد حركته.
- مخصّصات مصابي الأعمال العدوانية

يمنح قانون مصابي الأعمال العدوانية (1970) للمصابين ولعائلات القتلى في الأعمال العدوانية استحقاق قبض المخصّصات، التأهيل، المنح والتسهيلات.
- منحة للجندي المسرح الذي يعمل بعمل ضروري لاقتصاد الدولة

وفقا لقانون التأمين الوطني تدفع منحة تسريح لمرة واحدة لجندي المسرح من خدمة الملزمة. أو أولئك الذين أنهوا فترة الخدمة الوطنية من 24 شهرا (الذي توقفت عن الخدمة بمناسبة الزواج، وقد أكملت ستة أشهر على الأقل من الخدمة وتزوجت في غضون 30 يوما من إنهاء الخدمة)، وعملت لمدة ستة أشهر كاملة في عمل مطلوب الذين عملوا أقل من 6 أشهر كاملة قد تكون مؤهلة للحصول على منحة في ظل ظروف معينة إذا كان عمل مُفضّل .
- نفقة المرأة المطلقة وأولادها

تخصّص النفقة لمساعدة المرأة والولد، من سكان إسرائيل، اللذين حصلا على قرار حكم لدفع النفقة وهما لا يقبضان النفقة من المدين بها.
- استئناف على قرارات مؤسسة التأمين الوطني

إن لم يرُق لك قرار مؤسسة التأمين الوطني، يحق لك الاستئناف عليه أمام محكمة العمل. يجب ان تقدم الاستئناف لمحكمة العمل خلال 12 شهراً من يوم تلقيك التبليغ الخطي من مؤسسة التأمين الوطني بشأن قرارها.

## تحقيق الاستحقاقات بحسب الأحداث
إنّ كلّ حدث هامّ تمرّ به في حياتك هو سبب جيّد لكيّ تتوجّه لمؤسّسة التأمين الوطني وفحص إذا ما كنت تستحقّ أنّ يدفعوا لك 
إنّ مؤسّسة التأمين الوَطني تُرافِقُك طَوال فَترَة حَياتك، مُنذ الوِلادة وَحتّى الشَيخوخة، وتمنحَكَ العَديد مِن الحُقوق الاجتِماعيّة التي تُلائم مُختلف الأوضاع التي تحدث خلال مجرى حَياتك. 
يُفضّل لك أن تدفع رسوم التأمين الوطني بشكل مُنتظم ودائم لكي تحصل على حقوقك. 
يمكنك الاطلاع من خلال الموقع على الحقوق التي تستحقّها وفقًا للأحداث والتغيرات التي جرت خلال حياتك. وندعوك للتوجّه إلينا، لكيّ يكون بإمكاننا تحقيق حقوقك.
إنّ مؤسّسة التأمين الوطني تقف جَنبًا إلى جَنبْ في لحظاتك المُهمّة في الحياة

## التأمين والجباية
يجبي التأمين الوطني رسوم تأمين من جميع السكان بناء على دخلهم ومكانتهم، ويدفع مخصصات للمستحقين. هكذا يتم تحويل مدخولات من المجموعات المتمكنة اقتصادياً إلى المجموعات الضعيفة، وبالتالي يساهم التأمين الوطني في توزيع أكثر عدلاً للدخل القومي ولتقليص حجم الفقر.
ابتداء من الأول من كانون الثاني 1995 التأمين الوطني مسؤول أيضا عن جباية رسوم التأمين الصحي حسب قانون التأمين الصحي الحكومي، وينقل رسوم التأمين إلى صناديق المرضى.
كل مقيم في إسرائيل عمره 18 عاماً أو أكثر ملزم وفق القانون ان يكون مؤمناً في التأمين الوطني وان يدفع رسوم تأمين (ما عدا امرأة متزوجة ربة بيت ومن قدم إلى البلاد واصبح مقيماً إسرائيليا لأول مرة وهو فوق سن 62 عاماً). يلزم التأمين الوطني من لا يدفع رسوم تأمين في الموعد المحدد بالقانون بدفع غرامات وارتباط بجدول غلاء المعيشة.

## نشرات وتقارير
تقوم مؤسسة التأمين الوطني بأبحاث واستطلاعات حول موضوع عملها الجارية وحول مواضيع خاصة للبحث. تنشر المؤسسة هذه الاستطلاعات ونتائج الأبحاث المختلفة بشكل دائم بواسطة الموقع وفي كراسات بحيث يمكن طلبها من الموقع.